# Gabriele Völsch
Gabriele Völsch (* 29. August 1970 in Ost-Berlin) ist eine deutsche Schauspielerin.

## Leben
Nach einer Ausbildung zur Friseurin studierte Gabriele Völsch von 1990 bis 1994 an der Hochschule für Schauspielkunst „Ernst Busch“ Berlin, die sie mit dem Diplom verließ. Ein erstes Engagement führte sie im Jahr des Abschlusses an das Hans Otto Theater in Potsdam. Weitere Stationen waren neben dem Staatsschauspiel Dresden und dem Theater Vorpommern bekannte Berliner Bühnen wie das Theater an der Parkaue, das Berliner Ensemble (hier als Molly in Bertolt Brechts Dreigroschenoper unter der Regie von Robert Wilson), das Deutsche Theater, das Hebbeltheater oder die Volksbühne.
Ihr Debüt vor der Kamera hatte Gabriele Völsch 1991 in dem Film Tandem von Bernhard Stephan. Seitdem ist sie immer wieder sporadisch in Episodenrollen verschiedener Fernsehserien auf dem Bildschirm zu sehen. Zwischen 1994 und 2000 verkörperte sie in zehn Folgen der Krimireihe Polizeiruf 110 die Rolle der Juliane, Enkelin des Kriminalkommissars Kurt Groth, dargestellt von Kurt Böwe. In der Serie Babylon Berlin wirkte sie 2017 in mehreren Folgen mit.
Gabriele Völsch lebt in Berlin.

## Filmografie
- 1992: Tandem (Fernsehfilm)
- 1994: Das Versprechen
- 1994–2000: Polizeiruf 110
  - 1994: Bullerjahn
  - 1994: Kiwi und Ratte
  - 1995: Über Bande
  - 1995: Taxi zur Bank
  - 1996: Gefährliche Küsse
  - 1997: Der Fremde
  - 1997: Über den Tod hinaus
  - 1999: Über den Dächern von Schwerin
  - 2000: Ihr größter Fall
  - 2000: Die Macht und ihr Preis
- 1995: Balko – Killerehre
- 1995: A.S. – Der Test
- 1996: Ein Fall für zwei – Miese Tricks
- 1996: Wolffs Revier – Rotlicht für Sawatzki
- 1998: Für alle Fälle Stefanie – Stephanie und Stefanie
- 1998: Alarm für Cobra 11 – Die Autobahnpolizei – Kurze Rast
- 2000: HeliCops – Einsatz über Berlin – Blutige Geschäfte
- 2004: In aller Freundschaft – Familienprobleme
- 2016: SOKO Wismar – Fenster zum Hof
- 2017: Babylon Berlin (4 Folgen als Witwe)
- 2019: Herren
- seit 2021: SOKO Potsdam (Fernsehserie)
- 2021: Polizeiruf 110: Hermann
- 2022: In einem Land, das es nicht mehr gibt
- 2022: Kalt (Fernsehrfilm)
- 2022: Ein Taxi zur Bescherung (Fernsehfilm)
- 2024: SOKO Wismar – Unter Nachbarn
- 2024: Doktor Ballouz – Wunschkind
- 2025: Die Kanzlei: Falsche Wege